# Fabio Caserta
Fabio Caserta (Melito di Porto Salvo, 24 settembre 1978) è un allenatore di calcio ed ex calciatore italiano, di ruolo centrocampista, tecnico del Bari.

## Caratteristiche tecniche

### Calciatore
Era un centrocampista dotato di buona visione di gioco e abile in fase realizzativa sia come marcatore che come assist-man.

### Allenatore
Predilige il modulo 4-3-3, anche se ha schierato le sue squadre pure con il 3-5-2, il 4-2-3-1 e, più raramente, 4-3-2-1.

## Carriera

### Giocatore

#### Gli inizi e l'approdo in Serie B
La sua carriera inizia in Sicilia, in tante stagioni all'Igea Virtus, in Serie C2. Poi per la stagione 2004-2005 approda in Serie B al Catania. Con la squadra ottiene la promozione in massima serie nel 2005-2006.

#### Il debutto in Serie A e il passaggio al Palermo
Nella stagione 2006-2007 gioca Serie A, sempre con la maglia del Catania. A fine stagione sigla 6 reti in 35 partite.
Il 31 agosto 2007 firma con il Palermo, che paga al Catania per il cartellino 3,6 milioni di euro. Nonostante all'inizio della sua avventura col Palermo trovi poco spazio, dopo il gol realizzato nel derby contro il Catania, sua ex squadra, si contende più volte il posto da titolare con Fábio Simplício.

#### Le stagioni in massima serie
Il 31 luglio 2008 passa al Lecce per 1,6 milioni di euro. Termina la stagione con 33 presenze e 5 gol, con i salentini che subiscono la retrocessione in Serie B.
Il 10 luglio 2009 viene prelevato dal Lecce per 700.000 euro. E così passa a titolo definitivo all'Atalanta, scegliendo la maglia numero 18 A Bergamo gioca a sprazzi e così non trova molta continuità. A fine stagione i numeri dicono che ha totalizzato 14 presenze in campionato senza segnare reti. Poi arriva il 18º posto finale che sancisce la retrocessione della squadra bergamasca in Serie B.
Il 24 giugno 2010 viene mandato in prestito al Cesena neopromosso in Serie A, dopo la retrocessione del club bergamasco. L'esordio con la nuova maglia avviene alla quinta giornata di campionato, in Cesena-Napoli (1-4). Segna la prima rete in maglia bianconera il 3 aprile 2011 in Cesena-Fiorentina valevole per la 31ª giornata: il suo gol è quello che permette alla sua squadra di pareggiare per 2-2. Chiude la prima stagione al Cesena con 25 presenze in campionato (e quell'unica rete) più una partita in Coppa Italia. Scaduti i termini del prestito, il giocatore fa ritorno a Bergamo, dove gioca un'ulteriore partita di campionato.

#### Juve Stabia
Il 31 gennaio 2012, ultimo giorno di calciomercato, viene ceduto a titolo definitivo alla Juve Stabia, in Serie B, nell'ambito dell'operazione che porta Riccardo Cazzola alla dea. Debutta il 4 febbraio da titolare segnando al 10' il gol del vantaggio nella partita interna contro il Livorno poi persa per 2-1. Chiude la stagione con 15 presenze e 2 reti. Confermato per la stagione successiva, si ritrova poi fuori rosa. Quando l'allenatore Piero Braglia opta per un cambio di modulo con un centrocampo a tre, rientra nella formazione titolare il 25 settembre 2012 in occasione della partita Grosseto-Juve Stabia (terminata 2-2); in questa gara Caserta indossa anche la fascia di capitano. Il 20 ottobre 2012 sigla la sua prima rete stagionale contro l'Ascoli al 24'. Si ripete il 30 ottobre 2012 siglando il gol vittoria contro la Reggina, (terminata 1-0). Chiude la stagione con 33 presenze e 7 reti.
Nella Serie B 2013-2014 segna 3 reti in 22 presenze, restando alle Vespe anche nella stagione 2014-2015 in Lega Pro. Il 12 ottobre 2014 segna la sua prima rete stagionale contro il Messina, fissando il risultato sul definitivo 1-1.

### Allenatore

#### Gli inizi, Juve Stabia
Per la stagione 2016-2017 entra a far parte dello staff della Juve Stabia come allenatore in seconda di Gaetano Fontana. Successivamente, a partire dal 15 luglio 2017, viene ufficializzato come nuovo allenatore delle vespe insieme a Ciro Ferrara.
Per il 2018-2019 gli viene affidata ancora la panchina dei gialloblù, con la quale partecipa al girone C della Serie C 2018-2019. La stagione si rivela un successo, con la squadra campana che domina il suo girone e rimane per più di sei mesi la miglior difesa europea tra i professionisti. Ciliegina sulla torta è la vittoria del campionato con promozione matematica in Serie B che arriva con la vittoria casalinga per 2-1 sulla Vibonese il 20 aprile 2019. La squadra campana tornò così in serie cadetta dopo 5 anni. La stagione seguente però non riesce a salvare la squadra stabiese che retrocede all’ultima giornata chiudendo il campionato al 19º posto con 42 punti. Il 4 agosto si separa dal club campano. Ventitré giorni dopo risolve il suo contratto con il club campano.

#### Perugia, Benevento e Cosenza
Il 26 agosto seguente viene nominato allenatore del Perugia, neoretrocesso in Serie C, con il quale sottoscrive un contratto biennale con clausola di rinnovo automatico in caso di promozione. Il 2 maggio 2021 riporta subito i biancorossi in Serie B, grazie alla vittoria sulla Feralpisalò per 2-0 e avendo la meglio sul Padova, arrivato a pari punti (79) ma con una differenza reti peggiore negli scontri diretti. Nonostante la clausola contrattuale, il successivo 14 giugno risolve il contratto che lo legava alla squadra umbra.
Il giorno seguente alla risoluzione con i Grifoni, firma col Benevento neoretrocesso in Serie B. Alla prima stagione sulla panchina giallorossa si piazza al settimo posto in classifica, qualificandosi ai play-off: qui, dopo aver avuto la meglio sull'Ascoli, viene eliminato dal Pisa in semifinale per via del peggiore piazzamento nella stagione regolare. Il 20 settembre 2022 a causa di un deludente inizio di campionato, viene esonerato lasciando la squadra a metà classifica con 7 punti raccolti nelle prime 6 giornate.
Il 27 giugno 2023 viene annunciato come nuovo allenatore del Cosenza, sempre in Serie B, con cui sottoscrive un contratto annuale con opzione di rinnovo per un'ulteriore stagione. L'11 marzo 2024 viene esonerato con la squadra al quattordicesimo posto con 34 punti messi insieme in 29 partite.

#### Catanzaro e Bari
Il 3 luglio 2024, il presidente del Catanzaro, in Serie B, annuncia l'ingaggio di Caserta come nuovo tecnico della squadra; il suo ingaggio viene reso ufficiale due giorni dopo, con l'allenatore che firma un accordo biennale con il club. Chiude la stagione al sesto posto con 53 punti qualificandosi ai play-off, dove, dopo aver battuto il Cesena nel turno preliminare, è battuto dallo Spezia in semifinale. Il 13 giugno 2025 viene annunciata la risoluzione consensuale del contratto.
Il 18 giugno seguente, viene annunciato come nuovo tecnico del Bari, sempre in Serie B, con cui sottoscrive un contratto biennale.

## Statistiche

### Presenze e reti nei club
| Stagione           | Squadra            | Campionato         | Campionato | Campionato | Coppe nazionali | Coppe nazionali | Coppe nazionali | Coppe continentali | Coppe continentali | Coppe continentali | Altre coppe | Altre coppe | Altre coppe | Totale | Totale |
| Stagione           | Squadra            | Comp               | Pres       | Reti       | Comp            | Pres            | Reti            | Comp               | Pres               | Reti               | Comp        | Pres        | Reti        | Pres   | Reti   |
| ------------------ | ------------------ | ------------------ | ---------- | ---------- | --------------- | --------------- | --------------- | ------------------ | ------------------ | ------------------ | ----------- | ----------- | ----------- | ------ | ------ |
| 1995-1996          | Locri              | Ecc.               | 0          | 0          | CI-Dil.         | ?               | ?               | -                  | -                  | -                  | -           | -           | -           | ?      | ?      |
| 1996-1997          | Locri              | CND                | 0          | 0          | CI-Dil.         | ?               | ?               | -                  | -                  | -                  | -           | -           | -           | ?      | ?      |
| 1997-1998          | Locri              | CND                | 29         | 9          | CI-Dil.         | ?               | ?               | -                  | -                  | -                  | -           | -           | -           | 29+    | 9+     |
| 1998-1999          | Cremapergo         | C2                 | 28         | 2          | CI-C            | ?               | ?               | -                  | -                  | -                  | -           | -           | -           | 28+    | 2+     |
| 1999-2000          | Locri              | CND                | 32         | 6          | CI-D            | ?               | ?               | -                  | -                  | -                  | -           | -           | -           | 32+    | 6+     |
| Totale Locri       | Totale Locri       | Totale Locri       | 61         | 15         |                 | ?               | ?               |                    | -                  | -                  |             | -           | -           | 61+    | 15+    |
| 2000-2001          | Igea Virtus        | C2                 | 28         | 5          | CI-C            | ?               | ?               | -                  | -                  | -                  | -           | -           | -           | 28+    | 5+     |
| 2001-2002          | Igea Virtus        | C2                 | 23         | 5          | CI-C            | ?               | ?               | -                  | -                  | -                  | -           | -           | -           | 23+    | 5+     |
| 2002-2003          | Igea Virtus        | C2                 | 34         | 7          | CI-C            | ?               | ?               | -                  | -                  | -                  | -           | -           | -           | 34+    | 7+     |
| 2003-2004          | Igea Virtus        | C2                 | 31         | 5          | CI-C            | ?               | ?               | -                  | -                  | -                  | -           | -           | -           | 31+    | 5+     |
| Totale Igea Virtus | Totale Igea Virtus | Totale Igea Virtus | 116        | 22         |                 | ?               | ?               |                    | -                  | -                  |             | -           | -           | 116+   | 22+    |
| 2004-2005          | Catania            | B                  | 32         | 2          | CI              | 1               | 0               | -                  | -                  | -                  | -           | -           | -           | 33     | 2      |
| 2005-2006          | Catania            | B                  | 35         | 4          | CI              | 1               | 0               | -                  | -                  | -                  | -           | -           | -           | 36     | 4      |
| 2006-2007          | Catania            | A                  | 35         | 6          | CI              | 1               | 0               | -                  | -                  | -                  | -           | -           | -           | 36     | 6      |
| ago. 2007          | Catania            | A                  | 1          | 0          | CI              | 1               | 0               | -                  | -                  | -                  | -           | -           | -           | 2      | 0      |
| Totale Catania     | Totale Catania     | Totale Catania     | 103        | 12         |                 | 4               | 0               |                    | -                  | -                  |             | -           | -           | 107    | 12     |
| 2007-2008          | Palermo            | A                  | 26         | 1          | CI              | 2               | 0               | CU                 | 2                  | 0                  | -           | -           | -           | 30     | 1      |
| 2008-2009          | Lecce              | A                  | 33         | 5          | CI              | 1               | 0               | -                  | -                  | -                  | -           | -           | -           | 34     | 5      |
| 2009-2010          | Atalanta           | A                  | 14         | 0          | CI              | 2               | 0               | -                  | -                  | -                  | -           | -           | -           | 16     | 0      |
| 2010-2011          | Cesena             | A                  | 25         | 1          | CI              | 1               | 0               | -                  | -                  | -                  | -           | -           | -           | 26     | 1      |
| 2011-gen. 2012     | Atalanta           | A                  | 1          | 0          | CI              | 1               | 0               | -                  | -                  | -                  | -           | -           | -           | 2      | 0      |
| Totale Atalanta    | Totale Atalanta    | Totale Atalanta    | 15         | 0          |                 | 3               | 0               |                    | -                  | -                  |             | -           | -           | 18     | 0      |
| gen.-giu. 2012     | Juve Stabia        | B                  | 15         | 2          | CI              | -               | -               | -                  | -                  | -                  | -           | -           | -           | 15     | 2      |
| 2012-2013          | Juve Stabia        | B                  | 33         | 7          | CI              | 1               | 0               | -                  | -                  | -                  | -           | -           | -           | 34     | 7      |
| 2013-2014          | Juve Stabia        | B                  | 22         | 3          | CI              | 1               | 0               | -                  | -                  | -                  | -           | -           | -           | 23     | 3      |
| 2014-2015          | Juve Stabia        | LP                 | 29         | 2          | CI+CI-LP        | 2+3             | 0+2             | -                  | -                  | -                  | -           | -           | -           | 34     | 4      |
| 2015-2016          | Juve Stabia        | LP                 | 2          | 0          | CI+CI-LP        | 1+0             | 0               | -                  | -                  | -                  | -           | -           | -           | 3      | 0      |
| Totale Juve Stabia | Totale Juve Stabia | Totale Juve Stabia | 101        | 14         |                 | 8               | 2               |                    | -                  | -                  |             | -           | -           | 109    | 16     |
| Totale carriera    | Totale carriera    | Totale carriera    | 508        | 72         |                 | 17+             | 2+              |                    | 2                  | 0                  |             | -           | -           | 527+   | 76+    |

### Statistiche da allenatore
Statistiche aggiornate al 17 agosto 2025. In grassetto le competizioni vinte.
| Stagione           | Squadra            | Campionato         | Campionato | Campionato | Campionato | Campionato | Coppe nazionali | Coppe nazionali | Coppe nazionali | Coppe nazionali | Coppe nazionali | Coppe continentali | Coppe continentali | Coppe continentali | Coppe continentali | Coppe continentali | Altre coppe | Altre coppe | Altre coppe | Altre coppe | Altre coppe | Totale | Totale | Totale | Totale | % Vittorie | Piazzamento |
| Stagione           | Squadra            | Comp               | G          | V          | N          | P          | Comp            | G               | V               | N               | P               | Comp               | G                  | V                  | N                  | P                  | Comp        | G           | V           | N           | P           | G      | V      | N      | P      | %          | Piazzamento |
| ------------------ | ------------------ | ------------------ | ---------- | ---------- | ---------- | ---------- | --------------- | --------------- | --------------- | --------------- | --------------- | ------------------ | ------------------ | ------------------ | ------------------ | ------------------ | ----------- | ----------- | ----------- | ----------- | ----------- | ------ | ------ | ------ | ------ | ---------- | ----------- |
| 2017-2018          | Juve Stabia        | C                  | 36+3       | 14+1       | 13+2       | 9+0        | CI+CI-C         | 2+1             | 1+0             | 0+0             | 1+1             | -                  | -                  | -                  | -                  | -                  | -           | -           | -           | -           | -           | 42     | 16     | 15     | 11     | 38,10      | 4º          |
| 2018-2019          | Juve Stabia        | C                  | 36         | 22         | 12         | 2          | CI+CI-C         | 2+2             | 1+1             | 0+0             | 1+1             | -                  | -                  | -                  | -                  | -                  | SC-C        | 2           | 0           | 1           | 1           | 42     | 24     | 13     | 5      | 57,14      | 1º (prom.)  |
| 2019-2020          | Juve Stabia        | B                  | 38         | 11         | 8          | 19         | CI              | 1               | 0               | 1               | 0               | -                  | -                  | -                  | -                  | -                  | -           | -           | -           | -           | -           | 39     | 11     | 9      | 19     | 28,21      | 19º (retr.) |
| Totale Juve Stabia | Totale Juve Stabia | Totale Juve Stabia | 110+3      | 47+1       | 33+2       | 30+0       |                 | 8               | 3               | 1               | 4               |                    | -                  | -                  | -                  | -                  |             | 2           | 0           | 1           | 1           | 123    | 51     | 37     | 35     | 41,46      |             |
| 2020-2021          | Perugia            | C                  | 38         | 23         | 10         | 5          | CI              | 2               | 1               | 0               | 1               | -                  | -                  | -                  | -                  | -                  | SC-C        | 2           | 1           | 0           | 1           | 42     | 25     | 10     | 7      | 59,52      | 1º (prom.)  |
| 2021-2022          | Benevento          | B                  | 38+3       | 18+2       | 9+0        | 11+1       | CI              | 2               | 1               | 0               | 1               | -                  | -                  | -                  | -                  | -                  | -           | -           | -           | -           | -           | 43     | 21     | 9      | 13     | 48,84      | 7º          |
| ago.-set. 2022     | Benevento          | B                  | 6          | 2          | 1          | 3          | CI              | 1               | 0               | 0               | 1               | -                  | -                  | -                  | -                  | -                  | -           | -           | -           | -           | -           | 7      | 2      | 1      | 4      | 28,57      | Eson.       |
| Totale Benevento   | Totale Benevento   | Totale Benevento   | 47         | 22         | 10         | 15         |                 | 3               | 1               | 0               | 2               |                    | -                  | -                  | -                  | -                  |             | -           | -           | -           | -           | 50     | 23     | 10     | 17     | 46,00      |             |
| 2023-mar. 2024     | Cosenza            | B                  | 29         | 8          | 10         | 11         | CI              | 1               | 0               | 0               | 1               | -                  | -                  | -                  | -                  | -                  | -           | -           | -           | -           | -           | 30     | 8      | 10     | 12     | 26,67      | Eson.       |
| 2024-2025          | Catanzaro          | B                  | 38+3       | 11+1       | 20         | 7+2        | CI              | 1               | 0               | 0               | 1               | -                  | -                  | -                  | -                  | -                  | -           | -           | -           | -           | -           | 42     | 12     | 20     | 10     | 28,57      | 6º          |
| 2025-2026          | Bari               | B                  | 0          | 0          | 0          | 0          | CI              | 1               | 0               | 0               | 1               | -                  | -                  | -                  | -                  | -                  | -           | -           | -           | -           | -           | 1      | 0      | 0      | 1      | &0,00      | in corso    |
| Totale carriera    | Totale carriera    | Totale carriera    | 267        | 113        | 84         | 70         |                 | 16              | 5               | 1               | 10              |                    | -                  | -                  | -                  | -                  |             | 4           | 1           | 1           | 2           | 287    | 119    | 86     | 82     | 41,46      |             |

## Palmarès

### Allenatore

#### Club

##### Competizioni nazionali
- Serie C: 2

Juve Stabia: 2018-2019 (Girone C)
Perugia: 2020-2021 (Girone B)

#### Individuale
- Panchina d'oro Serie C: 1

2018-2019